# 이모리정
이모리정(飯盛町)은 나가사키현 기타다이키군의 옛 정이다.
2005년 3월 1일에, 이사하야시·모리야마정·다카키정·고나가이정·다라미정이 합병해 새로운 이사하야시의 일부가 되었다.

## 개요
나가사키시와 이사하야시 사이에 위치한 마을. 이이모리산을 비롯한 산으로 둘러싸여 있으며, 남쪽 해안을 다치바나바만에 면한 항구도시를 이루고 있다. 1차 산업이 발달한 정이다

## 역사
- 1889년 4월 1일 - 정촌제 시행에 의해 기타다이키군 에노우라촌, 다유이촌이 성립하였다.
- 1955년 2월 11일 - 에노우라촌, 다유이촌이 합병해 이모리촌이 성립하였다.
- 1965년 4월 1일 - 정으로 승격해 이모리정이 되었다.
- 2005년 3월 1일 - 이사하야 시·모리야마정·다카키정·고나가이정·다라미정과 신설합병해 이사하야시가 되어 이모리정은 소멸하였다.

## 교통

### 도로
- 국도 251호선